# Kampala Capital City Authority Football Club
El Kampala Capital City Authority Football Club (en español: Club de Fútbol de la Autoridad de la Ciudad Capital de Kampala), también conocido como KCCA y hasta 2014 llamado Kampala City Council, es un club de fútbol de la ciudad de Kampala, Uganda. Juega en la Liga Premier de Uganda, la liga de fútbol más importante del país.

## Historia
Fue fundado en 1963 en la capital Kampala por el bienestar y socialización del Departamento de Ingeniería Civil del Consejo de Kampala con el nombre Kampala District FA. Posteriormente lo cambiaron por el de Kampala City Council FC y ha ganado 10 torneos de liga y 8 torneos de copa.
En el año 2014 cambiaron su nombre por el que tienen actualmente.

## Palmarés
- Liga Premier de Uganda: 13

1976, 1977, 1981, 1983, 1985, 1991, 1997, 2008, 2013, 2014, 2016, 2017, 2019
- Copa de Uganda: 10

1979, 1980, 1982, 1984, 1987, 1990, 1993, 2004, 2017, 2018
- Supercopa de Uganda: 6

2013, 2014, 2016, 2017, 2018, 2019
- Copa Mapinduzi: 1

2014
- Copa de Clubes de la CECAFA: 2

1978

## Participación en competiciones de la CAF
| Temporada | Torneo                         | Ronda            | Club                  | Ida   | Vuelta | Global       |
| --------- | ------------------------------ | ---------------- | --------------------- | ----- | ------ | ------------ |
| 1977      | African Cup of Champions Clubs | 1                | Mechal Army           | 1–0   | 3–0    | 4–0          |
| 1977      | African Cup of Champions Clubs | 2                | MC Algiers            | 1–1   | 2–3    | 3–4          |
| 1978      | African Cup of Champions Clubs | 1                | Horseed FC            | 1–1   | 2–0    | 3–0          |
| 1978      | African Cup of Champions Clubs | 2                | Al-Ahly               | w/o1  | w/o1   | w/o1         |
| 1978      | African Cup of Champions Clubs | Cuartos de final | Enugu Rangers         | 1-3   | 0-1    | 1-4          |
| 1980      | African Cup Winners' Cup       | 1                | Marine Club           | 3–1   | 2–1    | 5–2          |
| 1980      | African Cup Winners' Cup       | 2                | TP Mazembe            | 0–1   | 2–2    | 2–3          |
| 1981      | African Cup Winners' Cup       | 1                | EP Sétif              | 1–0   | 0–2    | 1–2          |
| 1982      | African Cup of Champions Clubs | 1                | AFC Leopards          | 3–0   | 1–4    | 4–4 (ag.)    |
| 1982      | African Cup of Champions Clubs | 2                | Al-Hilal Omdurmán     | 2-0   | 3-1    | 5-1          |
| 1982      | African Cup of Champions Clubs | Cuartos de final | Asante Kotoko         | 0-6   | 1-1    | 1-7          |
| 1983      | African Cup Winners' Cup       | 1                | Horseed FC            | 2–0   | 0–1    | 2–1          |
| 1983      | African Cup Winners' Cup       | 2                | Arab Contractors SC   | 2–2   | 2–2    | 4–4 (1-3 p.) |
| 1984      | African Cup of Champions Clubs | 1                | Desportivo Maputo     | 6–1   | 3–2    | 9–3          |
| 1984      | African Cup of Champions Clubs | 2                | Dynamos FC            | 0-0   | 1-2    | 1-2          |
| 1985      | African Cup Winners' Cup       | 1                | AS Inter Star         | 2–1   | 3–0    | 5–1          |
| 1985      | African Cup Winners' Cup       | 2                | Gweru United FC       | 3–1   | 1–1    | 4–2          |
| 1985      | African Cup Winners' Cup       | Cuartos de final | Al Nasr Benghazi      | 1–0   | 0–1    | 1–1 (2-4 p.) |
| 1986      | African Cup of Champions Clubs | 1                | Al Dhahra Trípoli     | 1-2   | 2-0    | 3-2          |
| 1986      | African Cup of Champions Clubs | 2                | AS Inter Star         | 1-1   | 1-2    | 2-3          |
| 1988      | African Cup Winners' Cup       | 1                | AS Kalamu             | 0–1   | 0–1    | 0–2          |
| 1991      | African Cup Winners' Cup       | 1                | BFV Antananarivo      | 0–1   | 3–1    | 3–2          |
| 1991      | African Cup Winners' Cup       | 2                | Al-Mokawloon Al-Arab  | 0–2   | 1–0    | 1–2          |
| 1992      | African Cup of Champions Clubs | 1                | Arsenal               | 1-2   | 1-0    | 2-2 (ag.)    |
| 1992      | African Cup of Champions Clubs | 2                | Nkana Red Devils      | 0-4   | 0-2    | 0-6          |
| 1994      | African Cup Winners' Cup       | 1                | Malindi SC            | w.o.2 | w.o.2  | w.o.2        |
| 1995      | Copa CAF                       | 1                | Al-Hilal Port Sudan   | 2–0   | 1–1    | 3–1          |
| 1995      | Copa CAF                       | 2                | Malindi SC            | 0–1   | 0–2    | 0–3          |
| 1997      | Copa CAF                       | 1                | Rwanda FC             | 3–0   | 1–2    | 4–2          |
| 1997      | Copa CAF                       | 2                | AS Bantous            | 1–0   | -3     | 1–0          |
| 1997      | Copa CAF                       | Cuartos de final | AFC Leopards          | 2–2   | 1–0    | 3–2          |
| 1997      | Copa CAF                       | Semifinales      | Espérance ST          | 1–3   | 0–6    | 1–9          |
| 1998      | CAF Champions League           | 1                | Power Dynamos FC      | 0-1   | 1-2    | 1-3          |
| 2001      | Copa CAF                       | 1                | Ajax Cape Town        | 0–2   | 1–1    | 1–3          |
| 2002      | Copa CAF                       | 1                | Saint George SA       | 0–1   | 0–0    | 0–1          |
| 2005      | Confederation Cup              | 1                | APR FC                | 0–0   | 0–1    | 0–1          |
| 2009      | CAF Champions League           | Preliminar       | Ferroviário de Maputo | 1-2   | 2-0    | 3-2          |
| 2009      | CAF Champions League           | 1                | Supersport United     | 2-1   | 1-1    | 3-2          |
| 2009      | CAF Champions League           | 2                | Al-Merreikh Omdurmán  | 0-1   | 1-1    | 1-2          |
| 2009      | Confederation Cup              | Play-Off         | Bayelsa United        | 3–1   | 0–4    | 3–5          |
| 2014      | CAF Champions League           | Preliminar       | Al-Merreikh Omdurmán  | 2-0   | 1-2    | 3-2          |
| 2014      | CAF Champions League           | 1                | Nkana                 | 2-2   | 1-2    | 3-4          |
| 2015      | CAF Champions League           | Preliminar       | Cosmos de Bafia       | 1–0   | 0–3    | 1–3          |
| 2017      | CAF Champions League           | Preliminar       | Primeiro de Agosto    | 1-0   | 1-2    | 2-2 (gv)     |
| 2017      | CAF Champions League           | 1                | Mamelodi Sundowns     | 1-2   | 1-1    | 2-3          |
| 2017      | Confederation Cup              | Playoff          | Al-Masry SC           | 1-0   | 0-1    | 1-1 (4-3 p)  |
| 2017      | Confederation Cup              | Fase de grupos   | Club Africain         | 2-1   | 0-4    | 3.er lugar   |
| 2017      | Confederation Cup              | Fase de grupos   | FUS Rabat             | 3-1   | 0-3    | 3.er lugar   |
| 2017      | Confederation Cup              | Fase de grupos   | Rivers United FC      | 2-1   | 1-2    | 3.er lugar   |
| 2018      | Liga de Campeones de la CAF    | Preliminar       | CNaPS Sport           | 1-0   | 1-2    | 2-2 (a)      |
| 2018      | Liga de Campeones de la CAF    | 1                | Saint-George SA       | 1-0   | 0-0    | 1-0          |
| 2018      | Liga de Campeones de la CAF    | Fase de grupos   | Al-Ahly SC            | 2-0   | 3-4    | 3.er lugar   |
| 2018      | Liga de Campeones de la CAF    | Fase de grupos   | Espérance ST          | 0-1   | 2-3    | 3.er lugar   |
| 2018      | Liga de Campeones de la CAF    | Fase de grupos   | Township Rollers FC   | 1-0   | 0-1    | 3.er lugar   |
| 2018/19   | Copa Confederación de la CAF   | 1                | Mtibwa Sugar FC       | 3–0   | 2–1    | 5–1          |
| 2018/19   | Copa Confederación de la CAF   | Playoff          | AS Otôho              | 2-0   | 0–3    | 2–3          |
| 2019/20   | Liga de Campeones de la CAF    | Preliminar       | African Stars FC      | 2-0   | 2-3    | 4-3          |
| 2019/20   | Liga de Campeones de la CAF    | 1                | Petro Atlético        | 1-1   | 0-0    | 1-1 (a)      |
| 2019/20   | Copa Confederación de la CAF   | Playoff          | Paradou AC            | 0-0   | 1-4    | 1-4          |
| 2020/21   | CAF Confederation Cup          | 1                | AS Kigali             | 3-1   | 0–2    | 3–3 (a)      |
| 2023/24   | CAF Confederation Cup          | 2                | Abu Salem SC          | 3-2   | 1-3    | 4-5          |

1- Al-Ahly abandonó el torneo.

2- KCCA fue descalificado.

3- La serie se jugó a un partido por mutuo acuerdo.

## Jugadores

### Jugadores notables
- Geoffrey Sserunkuma[6]

## Entrenadores
- Flemming Jacobsen (1998)[7]
- Jan Fray (noviembre de 2002-abril de 2003)[7][8]
- Mike Mutebi (?-marzo de 2021)[9]
- Morley Byekwaso (interino- marzo de 2021-presente)[1]